# Лаосский кип
Кип (лаос. ກີບ [kiːp]) — денежная единица Лаоса, формально равная 100 атам. Введена в 1955 году вместо ранее обращавшегося индокитайского пиастра по курсу 1:1. В основном используется в качестве разменной единицы доллара США и тайского бата. Выпущенные ранее монеты в 10, 20 и 50 атов не участвуют в обращении из-за незначительной стоимости.
Обозначение в ISO 4217 — LAK, Lao Kip, до 9 июня 2017 — Kip.

## Королевство Лаос (1949—1975)

### Банкноты образца 1957 года
5 мая 1955 года Национальный банк Лаоса объявил о замене индокитайского пиастра новой валютой — кипом в соотношении 1:1. Первые банкноты, номинированные в кипах, появились в 1957 году. Всего было выпущено 7 номиналов: 1, 5, 10, 20, 50, 100 и 500 кипов. Выпуск банкноты в 500 кипов был посвящён празднованию 2500 года по буддийскому календарю. Циркуляционные монеты не выпускались.
Банкноты номиналом 1-50 кипов имеют по две разновидности: первые были отпечатаны по заказу королевского правительства в 1957 году American Bank Note Company и отличаются разбросанными по бумаге цветными точками, второй же выпуск (1, 5, 10 и 50 кипов) был осуществлён по заказу Патет Лао в 1962 году на типографиях Китая и Чехословакии уже без точек. Банкноты номиналом 100 кипов были отпечатаны на типографии Банка Франции, а 500 кипов — в Великобритании фирмой Thomas de la Rue.
В связи с несанкционированным выпуском, организованным Патет Лао, банкноты номиналом 1-50 кипов были официально выведены из обращения в 1962 году. 100 и 500 кипов продержались несколько дольше — до 1974 года.
| Изображение                                    | Изображение       | Номинал (кипов) | Размеры (мм) | Описание |
| Лицевая сторона                                | Оборотная сторона | Номинал (кипов) | Размеры (мм) | Описание |
| ---------------------------------------------- | ----------------- | --------------- | ------------ | --- |
|                                                |                   | 1               | 100×60       | Лицевая сторона: ступа Тхат Ингханг в Саваннакхете, герб Королевства Лаос, нага. Оборотная сторона: крестьянин, вспахивающий землю на буйволе. Водяной знак: отсутствует. Год печати: 1957                           |
|                                                |                   | 5               | 110×65       | Лицевая сторона: ступа Тхат Макмо из храма Ват Висун в Луангпхабанге, герб Королевства Лаос. Оборотная сторона: семья в повозке, запряжённой быками. Водяной знак: отсутствует. Год печати: 1957                     |
|                                                |                   | 10              | 120×65       | Лицевая сторона: храм Ват Онг Теу Махавихан в Вьентьяне, герб Королевства Лаос. Оборотная сторона: четыре крестьянина садят рис. Водяной знак: отсутствует. Год печати: 1957                                         |
|                                                |                   | 20              | 125×65       | Лицевая сторона: здание правительства в Вьентьяне, герб Королевства Лаос. Оборотная сторона: ткачиха за работой. Водяной знак: отсутствует. Год печати: 1957                                                         |
|                                                |                   | 50              | 135×70       | Лицевая сторона: здание Национальной Ассамблеи в Вьентьяне, герб Королевства Лаос. Оборотная сторона: лесоруб верхом на слоне. Водяной знак: отсутствует. Год печати: 1957                                           |
|                                                |                   | 100             | 170×107      | Лицевая сторона: король Сисаванг Вонг (1885—1959), герб Королевства Лаос, нага. Оборотная сторона: женщина с корзиной цветов на фоне храма Пхакео в Вьентьяне. Водяной знак: герб Королевства Лаос. Год печати: 1957 |
|                                                |                   | 500             | 170×85       | Лицевая сторона: король Сисаванг Вонг на фоне храма Пхакео. Оборотная сторона: вид на ступу Тхат-Луанг. Водяной знак: герб Королевства Лаос. Год печати: 1957                                                        |
| Масштаб изображений — 1,0 пикселя на миллиметр |                   |                 |              | |

### Банкноты образца 1962—1975 годов
Банкноты второго выпуска номиналами 1, 5, 10, 20, 50, 100, 200, 500, 1000 и 5000 кипов были отпечатаны в Великобритании фирмой De la Rue и введены в обращение в 1962 (1, 5 и 10 кипов), 1963 (20, 50, 200 и 1000 кипов), 1974 (100 и 500 кипов) и 1975 годах (5000 кипов). Циркуляционные монеты не выпускались. Банкноты были выведены из обращения 15 июня 1976 года.
Кроме выпущенных номиналов были отпечатаны банкноты в 10 и 1000 кипов нового образца, но они не попали в обращение, так как королевское правительство в Лаосе пало в результате гражданской войны.
| Изображение                                    | Изображение       | Номинал (кипов) | Размеры (мм) | Описание |
| Лицевая сторона                                | Оборотная сторона | Номинал (кипов) | Размеры (мм) | Описание |
| ---------------------------------------------- | ----------------- | --------------- | ------------ | --- |
|                                                |                   | 1               | 100×60       | Лицевая сторона: стилизованная фигура божества. Оборотная сторона: герб Королевства Лаос. Водяной знак: отсутствует. Год печати: 1962                                                                         |
|                                                |                   | 5               | 133×84       | Лицевая сторона: портрет короля Сисаванг Вонга. Оборотная сторона: солдат верхом на слоне на фоне ступы Тхат-Луанг в Вьентьяне. Водяной знак: герб Королевства Лаос. Год печати: 1962                         |
|                                                |                   | 10              | 139×88       | Лицевая сторона: лаосская женщина в национальном костюме. Оборотная сторона: солярный орнамент. Водяной знак: голова слона. Год печати: 1962                                                                  |
|                                                |                   | 20              | 123×67       | Лицевая сторона: король Саванг Ватхана (1907—1978) на фоне храма и пальм. Оборотная сторона: храм Ват Соп в Луангпхабанге. Водяной знак: герб Королевства Лаос. Год печати: 1963                              |
|                                                |                   | 50              | 132×70       | Лицевая сторона: король Саванг Ватхана на фоне ступы. Оборотная сторона: храм Ват Луанг в Паксе. Водяной знак: герб Королевства Лаос. Год печати: 1963                                                        |
|                                                |                   | 100             | 143×75       | Лицевая сторона: король Саванг Ватхана на фоне храма Пхакео в Вьентьяне. Оборотная сторона: мужчина в повозке и ребёнок верхом на быке на фоне пейзажа. Водяной знак: герб Королевства Лаос. Год печати: 1974 |
|                                                |                   | 200             | 155×80       | Лицевая сторона: король Саванг Ватхана на фоне ступы Тхат-Луанг в Вьентьяне. Оборотная сторона: водопады Кхон. Водяной знак: герб Королевства Лаос. Год печати: 1963                                          |
|                                                |                   | 500             | 164×82       | Лицевая сторона: король Саванг Ватхана на фоне храма Ват Онг Теу Махавихан в Вьентьяне. Оборотная сторона: дамба Нам Нгум. Водяной знак: герб Королевства Лаос. Год печати: 1974                              |
|                                                |                   | 1000            | 170×82       | Лицевая сторона: король Саванг Ватхана на фоне ступы Тхат Макмо в Луангпхабанге. Оборотная сторона: каноэ с людьми на реке. Водяной знак: герб Королевства Лаос. Год печати: 1963                             |
|                                                |                   | 5000            | 170×83       | Лицевая сторона: король Саванг Ватхана на фоне ступы. Оборотная сторона: музыканты, играющие на народных инструментах. Водяной знак: герб Королевства Лаос. Год печати: 1975                                  |
| Масштаб изображений — 1,0 пикселя на миллиметр |                   |                 |              | |

### Памятные монеты
В 1971 году была выпущена серия из 9 памятных монет, посвящённых восшествию на престол короля Саванг Ватхана:
- 1000, 2500, 5000 и 10 000 кипов из серебра 925 пробы
- 4000, 8000, 20 000, 40 000 и 80 000 кипов из золота 900 пробы.

В 1975 году:
- 5000 кипов из серебра 925 пробы и 50 000 кипов из золота 900 пробы с изображением лаосской девушки
- 5000 кипов из серебра 925 пробы с изображение храма Пхакео
- 10 000 кипов из серебра 925 пробы с изображение храма Ват Сиенгтхонг
- 50 000 кипов из золота 900 пробы с изображением ступы Тхат-Луанг
- 100 000 кипов из золота 900 пробы с изображением Изумрудного Будды

## «Кип освобождения» (1968—1979)
В апреле 1968 года на территориях Лаоса, подконтрольных Патет Лао, были введены в обращение банкноты номиналом 1, 10, 20, 50, 100, 200 и 500 кипов (т. н. «кипы освобождения»), отпечатанные в КНР. После падения королевской власти эти банкноты 15 июня 1976 г. были объявлены законным платёжным средством на всей территории Лаоса. Эта реформа готовилась в течение нескольких месяцев и была направлена на нормализацию финансовой деятельности и пресечение спекуляции со стороны буржуазии. Обмен королевских кипов на кипы Патет Лао производился в соотношении 20:1.
Водяной знак на банкнотах — изображение ступы Тхат-Луанг; часть тиража банкнот в 1, 10, 20, 50 кипов была выпущена с водяным знаком в виде 5-конечных звёзд. Серийный номер вида AB 123456.
Банкноты данного образца были выведены из обращения в 1979 году, монет в этот период не выпускалось.
| Изображение     | Изображение       | Номинал (кипов) | Размеры (мм) | Описание |
| Лицевая сторона | Оборотная сторона | Номинал (кипов) | Размеры (мм) | Описание |
| --------------- | ----------------- | --------------- | ------------ | --- |
|                 |                   | 1               | 120×60       | Лицевая сторона: сцена молотьбы. Оборотная сторона: сцена в больнице. Водяной знак: ступа Тхат-Луанг, звезды. Год печати: 1975                                                |
|                 |                   | 10              | 128×64       | Лицевая сторона: сцена в больнице. Оборотная сторона: солдаты готовят бамбуковую ловушку, ступа Тхат-Луанг. Водяной знак: ступа Тхат-Луанг, звезды. Год печати: 1975          |
|                 |                   | 20              | 136×68       | Лицевая сторона: сцена переработки риса. Оборотная сторона: сцена в кузнице, ступа Тхат-Луанг. Водяной знак: ступа Тхат-Луанг, звезды. Год печати: 1975                       |
|                 |                   | 50              | 144×72       | Лицевая сторона: рабочий за токарным станком. Оборотная сторона: сцена вспашки, ступа Тхат-Луанг. Водяной знак: ступа Тхат-Луанг, звезды. Год печати: 1975                    |
|                 |                   | 100             | 152×76       | Лицевая сторона: каноэ на реке. Оборотная сторона: магазин тканей, ступа Тхат-Луанг. Водяной знак: ступа Тхат-Луанг. Год печати: 1975                                         |
|                 |                   | 200             | 160×80       | Лицевая сторона: конвой Патет Лао в джунглях. Оборотная сторона: ткацкая фабрика, ступа Тхат-Луанг. Водяной знак: ступа Тхат-Луанг. Год печати: 1975                          |
|                 |                   | 500             | 168×84       | Лицевая сторона: сцена полевых работ. Оборотная сторона: Патет Лао сбивают самолёт ВВС США в Сиангкхуанге, ступа Тхат-Луанг. Водяной знак: ступа Тхат-Луанг. Год печати: 1975 |

## Кип ЛНДР (с 1979 года)
10 декабря 1979 году была проведена деноминация: «кип сосвобождения» решением Правительства ЛНДР обменивался на денежные знаки нового образца в соотношении 100:1. Реформа была направлена на укрепление национальной экономики в период строительства основ социализма.

### Циркуляционные монеты
В 1980 году были выпущены алюминиевые разменные монеты номиналом 10, 20 и 50 атов. В настоящее время они не участвуют в обращении из-за крайне низкой стоимости (50 атов ≈ 0,0025 рубля ≈ 1/4  копейки).
На аверсе — изображение герба ЛНДР и название государства на лаос. ສາທາລະນະລັດ ປະຊາທິປະໄຕ ປະຊາຊົນລາວ.
| Изображение | Изображение | Номинал (атов) | Материал | Гурт     | Диаметр (мм) | Толщина (мм) | Масса (г) | Реверс                                                      | Аверс                                                                                  | Монетный двор | Год выпуска |
| ----------- | ----------- | -------------- | -------- | -------- | ------------ | ------------ | --------- | ----------------------------------------------------------- | -------------------------------------------------------------------------------------- | ------------- | ----------- |
|             |             | 10             | Алюминий | Рифлёный | 20,5         | 1,7          | 1,2       | Номинал, женщина со снопом риса, колосья риса, год выпуска. | Изображение герба ЛНДР и название государства на лаос. ສາທາລະນະລັດ ປະຊາທິປະໄຕ ປະຊາຊົນລາວ. | Берлин        | 1980        |
|             |             | 20             | Алюминий | Рифлёный | 22,5         | 1,8          | 1,6       | Номинал, сцена вспашки рисового поля, наги, год выпуска.    | Изображение герба ЛНДР и название государства на лаос. ສາທາລະນະລັດ ປະຊາທິປະໄຕ ປະຊາຊົນລາວ. | Берлин        | 1980        |
|             |             | 50             | Алюминий | Рифлёный | 25,0         | 1,95         | 2,2       | Номинал, рыба на фоне рисового поля и пальм, год выпуска.   | Изображение герба ЛНДР и название государства на лаос. ສາທາລະນະລັດ ປະຊາທິປະໄຕ ປະຊາຊົນລາວ. | Берлин        | 1980        |

### Памятные монеты
Первые памятные монеты ЛНДР, посвящённые 10-летию республики, были выпущены в 1985 году. С этого времени банк ЛНДР регулярно выпускает памятные монеты из недрагоценных (медь, медно-никелевый сплав и сталь с никелевым покрытием) и драгоценных (серебро и золото) металлов.

### Банкноты образца 1979—1988 годов
В 1979 году были выпущены банкноты номиналом 1, 5, 10, 20, 50 и 100 кипов, в 1988 году к банкнотному ряду добавился номинал 500 кипов.
Часть тиража банкнот 1, 5, 10, 20 и 50 кипов была выпущена с ошибкой в названии валюты на оборотной стороне — ກືບ [kɯːp] вместо ກີບ [kiːp].
Банкноты этого выпуска по состоянию на начало 2016 года остаются законным платёжным средством, однако номиналы менее 500 кипов (≈ 2,5 рубля) в реальном денежном обращении практически не участвуют из-за своей низкой стоимости.
| Изображение     | Изображение       | Номинал (кипов) | Размеры (мм) | Описание |
| Лицевая сторона | Оборотная сторона | Номинал (кипов) | Размеры (мм) | Описание |
| --------------- | ----------------- | --------------- | ------------ | --- |
|                 |                   | 1               | 99×49        | Лицевая сторона: процессия с винтовками и флагом Лаоса, герб ЛНДР. Оборотная сторона: сцена в школе. Водяной знак: звезды, молот и серп. Годы печати: 1979, 1988 |
|                 |                   | 5               | 106×52       | Лицевая сторона: сцена в магазине, герб ЛНДР. Оборотная сторона: сцена лесозаготовки со слонами. Водяной знак: звезды, молот и серп. Годы печати: 1979, 1988     |
|                 |                   | 10              | 113×58       | Лицевая сторона: сцена на лесопилке, герб ЛНДР. Оборотная сторона: сцены в больнице. Водяной знак: звезды, молот и серп. Годы печати: 1979, 1988                 |
|                 |                   | 20              | 120×60       | Лицевая сторона: танк, солдаты, патрульный катер, герб ЛНДР. Оборотная сторона: ткацкая фабрика. Водяной знак: звезды, молот и серп. Годы печати: 1979, 1988     |
|                 |                   | 50              | 130×65       | Лицевая сторона: сцена посадки риса, герб ЛНДР. Оборотная сторона: дамба Нам-Нгум. Водяной знак: звезды, молот и серп. Годы печати: 1979, 1988                   |
|                 |                   | 100             | 138×69       | Лицевая сторона: сцена полевых работ, герб ЛНДР. Оборотная сторона: мост, силосы, солдат. Водяной знак: звезды, молот и серп. Годы печати: 1979, 1988            |
|                 |                   | 500             | 150×69       | Лицевая сторона: оросительный канал, поле, ЛЭП, герб ЛНДР. Оборотная сторона: сцена уборки кофе. Водяной знак: звезды, молот и серп. Годы печати: 1988           |

### Банкноты образца 1992—2020 годов
В 1992 году была выпущена банкнота номиналом 1000 кипов, в 1997 — 2 и 5 тысяч, в 2002 — 10 и 20 тысяч, в 2004 — 50 тысяч и 2010 году — 100 тысяч кипов. Эти банкноты были напечатаны на Гознаке. В обращении находятся только банкноты номиналом 500, 1000, 2000, 5000, 10 000, 20 000, 50 000 и 100 000 кипов. Монеты и банкноты более низких номиналов изъяты из за инфляции.
| Изображение     | Изображение       | Номинал (кипов) | Размеры (мм) | Описание |
| Лицевая сторона | Оборотная сторона | Номинал (кипов) | Размеры (мм) | Описание |
| --------------- | ----------------- | --------------- | ------------ | --- |
|                 |                   | 1000            | 99×49        | Лицевая сторона: три женщины на фоне ступы Тхат-Луанг, герб ЛНДР. Оборотная сторона: коровы на поле. Водяной знак: звезда. Годы печати: 1992, 1994, 1995, 1996, 1998, 2003.                              |
|                 |                   | 1000            | 144×66       | Лицевая сторона: три женщины на фоне ступы Тхат-Луанг , герб ЛНДР. Оборотная сторона: коровы на поле. Водяной знак: звезда. Годы печати: 2008.                                                           |
|                 |                   | 2000            | 151×65       | Лицевая сторона: портрет Кайсона Пхомвихана на фоне храма Ват Сиенг Тхонг, герб ЛНДР. Оборотная сторона: ГЭС Сесет 2. Водяной знак: портрет Кайсона Пхомвихана. Годы печати: 1997, 2003.                 |
|                 |                   | 2000            | 152×68       | Лицевая сторона: портрет Кайсона Пхомвихана на фоне храма Ват Сиенг Тхонг, герб ЛНДР. Оборотная сторона: ГЭС Сесет 2. Водяной знак: портрет Кайсона Пхомвихана. Годы печати: 2011.                       |
|                 |                   | 5000            | 152×68       | Лицевая сторона: портрет Кайсона Пхомвихана на фоне ступы Тхат-Луанг, герб ЛНДР. Оборотная сторона: цементный завод. Водяной знак: портрет Кайсона Пхомвихана. Годы печати: 1997, 2003.                  |
|                 |                   | 5000            | 152×68       | Лицевая сторона: портрет Кайсона Пхомвихана на фоне ступы Тхат-Луанг, герб ЛНДР. Оборотная сторона: цементный завод. Водяной знак: портрет Кайсона Пхомвихана. Годы печати: 2020.                        |
|                 |                   | 10 000          | 152×68       | Лицевая сторона: портрет Кайсона Пхомвихана на фоне ступы Тхат-Луанг, герб ЛНДР. Оборотная сторона: мост через Меконг возле г. Паксе. Водяной знак: портрет Кайсона Пхомвихана. Годы печати: 2002, 2003. |
|                 |                   | 10 000          | 152×68       | Лицевая сторона: портрет Кайсона Пхомвихана на фоне ступы Тхат-Луанг, герб ЛНДР. Оборотная сторона: мост через Меконг возле г. Паксе. Водяной знак: портрет Кайсона Пхомвихана. Годы печати: 2020.       |
|                 |                   | 20 000          | 152×68       | Лицевая сторона: портрет Кайсона Пхомвихана на фоне храма Ват Сиенг Тхонг, герб ЛНДР. Оборотная сторона: ГЭС Тхеун Хинбун. Водяной знак: портрет Кайсона Пхомвихана. Годы печати: 2002, 2003.            |
|                 |                   | 20 000          | 152×68       | Лицевая сторона: портрет Кайсона Пхомвихана на фоне храма Ват Сиенг Тхонг, герб ЛНДР. Оборотная сторона: ГЭС Тхеун Хинбун. Водяной знак: портрет Кайсона Пхомвихана. Годы печати: 2020.                  |
|                 |                   | 50 000          | 152×68       | Лицевая сторона: портрет Кайсона Пхомвихана на фоне ступы Тхат-Луанг, герб ЛНДР. Оборотная сторона: Президентский Дворец в Вьентьяне. Водяной знак: портрет Кайсона Пхомвихана. Годы печати: 2004.       |
|                 |                   | 50 000          | 152×68       | Лицевая сторона: портрет Кайсона Пхомвихана на фоне ступы Тхат-Луанг, герб ЛНДР. Оборотная сторона: Президентский дворец в Вьентьяне. Водяной знак: портрет Кайсона Пхомвихана. Годы печати: 2020.       |
|                 |                   | 100 000         | 159×68       | Лицевая сторона: король Сеттатират и цветы плюмерии на фоне ступы Тхат-Луанг, наги. Оборотная сторона: храм Пхакео в Вьентьяне. Водяной знак: портрет Кайсона Пхомвихана. Годы печати: 2010.             |
|                 |                   | 100 000         | 152×68       | Лицевая сторона: портрет Кайсона Пхомвихана на фоне ступы Тхат-Луанг, герб ЛНДР. Оборотная сторона: музей Кайсона Пхомвихана и памятник. Водяной знак: портрет Кайсона Пхомвихана. Годы печати: 2011.    |
|                 |                   | 100 000         | 152×68       | Лицевая сторона: портрет Кайсона Пхомвихана на фоне ступы Тхат-Луанг, герб ЛНДР. Оборотная сторона: пещеры Вьенгсай (провинция Хуапхан). Водяной знак: портрет Кайсона Пхомвихана. Годы печати: 2020.    |